# فيليب عباس غبوش
فيليب عباس غبوش (1 يناير 1922 - فبراير 2008) سياسي ورجل دين سوداني، ترأس اتحاد جبال النوبة (تنظيم جهوي)، وأسس الحزب القومي السوداني سنة 2000.

## حياته
ولد بحي بانت في مدينة أم درمان. وكان والده جندياً برتبة جاويش في قوة دفاع السودان، ونشأ بقرية حجر سلطان في جبال النوبة بعد ترك والده الخدمة العسكرية، حيث إن والده كان مشاركاً ضمن الكتائب التي قادت ثورة 1924م ضد الاستعمارالإنجليزي للسودان بقيادة علي عبد اللطيف ، تلقى تعليمه الأولي في مدرسة سلارا (ريف الدلنج)، والوسطى في مدرسة (كاتشا) ريفي كادوقلي، ثم كلية (اللاهوت) في جوبا، سمي راعياً للكنيسة الأسقفية في الفترة ما بين 1957 ــ1962م، ثم أسقفاً للكنائس في غرب السودان في الفترة بين 1963 ـ 1964م، انضم للكتلة السوداء التي أسسها (أدم أدهم) في العام 1946م.

## حياته السياسية
كان الأب فيليب غبوش قياديا بارزا في السياسة السودانية، ورجلاً أثار قضايا جوهرية مهمة في حياة المجتمع السوداني، ويعد من الشخصيات المؤثرة في منطقة جبال النوبة، وله حضور سياسي وديني هام، وقدم الكثير من الأطروحات والأفكار السياسية القيمة التي نادت بالحقوق المتساوية، وقيم الحرية والعدالة الاجتماعية والفدرالية، وحقوق المواطنة ورفع الظلم عمن يعرفون بـ (الأقليات) في السودان. كما ترأس اتحاد عام جبال النوبة وهو كيان مناطقي تأسس عام 1964 اعتراضا على ما يصفونه بتهميش وضعف التنمية في هذه المنطقة، وخاض انتخابات مرتين في دورتي 1965 ـ 1968م حيث كان مرشحاً لحزب اتحاد عام جبال النوبة في انتخابات العام 1965 وحصل على 8 نواب قبل أن يُحل في عهد الرئيس الراحل جعفر نميري 1970 م.

## المناصب التي تقلدها
انتخب عضوًا لمجلس الشعب للمرة الثالثة خلال حكم الرئيس الراحل جعفر نميري في نهاية عقد الثمانينيات، وانتخب عضواً في الجمعيَّة التأسيسيَّة العام 1986م و تمَّ تعيينه عضواً بمجلس الشعب القومي العام 1978م، وأخيراً صار عضواً في البرلمان ضمن مجموعة التجمع الوطني الديمقراطي ممثلاً للحزب القومي السُّوداني المتحد في ظل حكومة الإنقاذ، ترأس اتحاد عام جبال النوبة الذي تأسس في العام 1964، وحل في عهد الرئيس جعفر النميري عام 1970، حيث اعتقله جهاز أمن الدولة في عهد حكومة النميري وحكم عليه بالإعدام حيث تم اتهامه بتدبير عملية انقلابية فاشلة، ولكن تم الإفراج عنه بضغوط دولية واحتجاجات داخلية، وانضم للمعارضة الخارجية في العام 1970م، ولم يعد إلى الخرطوم إلا مع المصالحة الوطنية عام 1977. وأسس بعد ذلك حزب السودان الحر وترأس الحزب القومي السوداني الذي أسسه عام 2000 عقب الانتفاضة في أبريل 1985م، وكان ذلك نتيجة لوجود أطروحات وهموم متشابهة حول مشاكل السودان لكثير من القوى التي كانت متشابهة في الساحة السياسية السودانية، فيما يتعلق بالمناطق المهمشة وقوى الريف وكثير من الشخصيات المستقلة المؤثرة في الساحة.

## تأسيس الحزب القومي المتحد في مؤتمركاودا
في الفترة الواقعة بين 2-5 ديسمبر كانون الأول 2002، عقد مؤتمراً في مدينة كاودا بجبال النوبة ضمّ المنحدرين من جبال النوبة، حضره 3000 مندوب من بينهم ممثلو أحزاب عديدة وجماعات سياسية ومدنية، تمت فيه وحدة اندماجية بين عدد من الكيانات السياسية في جبال النوبة ليتأسس الحزب القومي المتحد والأحزاب الأربعة المندمجة هي الحزب القومي السوداني الحر بقيادة فيليب عباس غبوش، والحزب القومي السوداني (البروفيسور الأمين حمودة)، والحزب القومي السوداني القيادة الجماعية بزعامة محمد حماد كوي، والاتحاد العام لجبال النوبة (يوسف عبد الله جبريل) . وحضر رئيس الحركة الشعبية جون قرنق هذا المؤتمر، لا بل أشار البعض إلى أنه كان الراعي له، في محاولة لرفع سقف المفاوضات وتوسيع الجبهة الجنوبية المعارضة بانضمام جبال النوبة إليها. وبالفعل انتهى المؤتمر بتفويض قرنق تفويضا كاملا لمناقشة مستقبل مصير جبال النوبة في مفاوضات السلام مع الخرطوم والوسطاء.

## وفاته
توفي الأسقف فيليب عباس غبوش في مدينة لندن بعد ذهابه إليها في رحلة استشفاء في العام 2008 م.

## وصلات خارجية
سودانيل:حوارمع سِّيادة الأبَّ الأسقف فيليب عباس غبوش